# Vogelnik
Vogelnik je priimek več znanih Slovencev:
- Blaž Vogelnik (*1932), arhitekt, prof. FA
- Borut Vogelnik (*1959), slikar, likovni tehnolog, predavatelj, član skupine IRWIN
- Brina Vogelnik (*1977), pevka, glasbenica, lutkarica in oblikovalka
- Dolfe Vogelnik (1909—1987), pravnik, statistik, univ. profesor
- Eka (Alenka) Vogelnik (1946—2024), slikarka, pisateljica, režiserka, lutkarica in scenografinja
- Franc Vogelnik (1931—2017), knjižničar, prevajalec in urednik
- Janez (Ivan) Vogelnik (1863—1923), šolnik, ustanovitelj in ravnatelj Osrednjega zavoda za žensko domačo obrt v Ljubljani (čipkaraske... šole)
- Jure Vogelnik, smučarski serviser Ingemarja Stenmarka
- Katja Repič Vogelnik, arhitektka, urbanistka?
- Marica Vogelnik (1904/5?—1976), pianistka, klavirska pedagoginja
- Marija Vogelnik (r. Grafenauer) (1914—2008), arhitektka, slikarka, ilustratorka in baletna pedagoginja
- Metka Centrih Vogelnik, televizijska napovedovalka in voditeljica
- Mojca Vogelnik (1941—2003), arhitektka, pisateljica, producentka, režiserka, scenografinja, pedagoginja in plesna kritičarka
- Silva Vogelnik (por. Silva Berce) (1905—1989), profesorica jezikov